# Gare de Campagnac – Saint-Geniez
Gare de Campagnac - Saint-Geniez – przystanek kolejowy w Campagnac, w departamencie Aveyron, w regionie Oksytania, we Francji. Obecnie jest zarządzany przez SNCF (budynek dworca) i przez RFF (infrastruktura).
Został otwarty w 1883 r. przez Compagnie des chemins de fer du Midi et du Canal latéral à la Garonne.
Przystanek jest obsługiwany przez pociągi Intercités, TER Midi-Pyrénées i TER Languedoc-Roussillon.

## Położenie
Znajduje się na Béziers – Neussargues w km 593,156, pomiędzy stacjami Sévérac-le-Château i Banassac - La Canourgue, na wysokości 660 m n.p.m.

## Linie kolejowe
- Béziers – Neussargues